# Дмитрашковка
Дмитра́шковка (укр. Дмитрашківка) — село на Украине, находится в Песчанском районе Винницкой области.
Код КОАТУУ — 0523281401. Население по переписи 2001 года составляет 1810 человек. Почтовый индекс — 24714. Телефонный код — 4349.

## География
Занимает площадь 2,56 км².

## Адрес местного совета
24714, Винницкая область, Песчанский р-н, с. Дмитрашковка, ул. Ленина, 58, тел. 2-63-22.

## Религия
В селе действует Свято-Троицкий храм Песчанского благочиния Могилёв-Подольской епархии Украинской православной церкви.

## Известные люди
В районе родился Муравский, Павел Иванович — Герой Украины.
В селе родился Мегера Афанасий Кондратьевич (подпольное имя "Марк") (1915—2000) — окончил школу семилетку (1932), Харьковское военное училище червонных старшин (1934—1937), Военную академию им. М. В. Фрунзе (1946—1948).
Красноармеец (1933—1934), командир взвода (1937—1939), затем роты курсантов Краснодарского пехотного училища (1939—1940), слушатель 2-го отделения разведывательного факультета Военной академии им. М. В. Фрунзе, 2-го факультета Высшей специальной (разведывательной) школы Генштаба Красной армии (июль 1940 — июнь 1941).
Сотрудник РО (июнь — август 1941), заместитель командира (август 1941 — сентябрь 1942), командир в/ч 9903 (сентябрь 1942 — декабрь 1943) РО штаба Западного фронта. «Т. Мегера с первых дней войны находится в действующей Красной армии. Работает по выполнению специальных заданий Разведотдела Штаба Западного фронта по активной разведке. Отлично выполняет наиболее ответственные специальные задания» (из Наградного листа, 15.12.1941). Неоднократно выполнял задания в тылу врага, был представителем Центра в подразделениях И. Н. Банова и Г. М. Линькова. В распоряжении РУ Генштаба Красной армии (январь 1944 — май 1945).
Служил в ГРУ Генштаба ВС СССР (1949—1954). С 1955 уволен в запас. Работал в НИИ «Агит».
Награждён шестью орденами, медалями, в том числе орденами Красной Звезды (1942), Отечественной войны II ст. (1945).
Похоронен на Рогожском кладбище Москвы.